# سوزن‌دوزی ترکمنی
سوزن‌دوزی ترکمنی یا سیاه دوزی هنری کاربردی تزئینی است که در لباس مردم از هر جنسیت و سنی در ایران و ترکمنستان استفاده می‌شود. سوزن‌دوزی در هر دو کشور با تهیه نخ‌های نازک ابریشمی آغاز می‌شود. این تکنیک منحصر به فرد به نخ درخشندگی می‌بخشد. دختران به‌طور سنتی سوزن‌دوزی را از مادر و مادربزرگ خود فرا می‌گیرند. در مناطق روستایی، الگوهای مورد استفاده هویت سرزمینی زنان سوزن‌دوز را آشکار می‌کند. که برای نماد عشق، دوستی، طبیعت و قدرت استفاده می‌شوند. سوزن‌دوزی در لباس عروسی، در لباس مراسم عزا و مراسم‌های فرهنگی و به عنوان قسمت‌های تزئینی لباس‌های معمولی مانند روسری، مانتو، شلوار، شال و لوازم جانبی استفاده می‌شود.

## پیشینه
ترکمن‌ها از دیرباز به تهیه ابریشم که به عنوان ماده اصلی سوزن‌دوزی تلقی می‌شود پرداخته و دختران و زنان لباس‌های خود را با نخ‌های ابریشمی که با رنگ‌های طبیعی رنگرزی می‌شد، سوزن‌دوزی می‌کرده‌اند که از نغمه‌های زنان ترکمن و در ادبیات شفاهی آن به وضوح مشخص است. گلدوزی مصور ترکمن از زمان سکاها رایج بوده و در دیگر دوره ها به‌همراه سایر دوخت و دوزها از رواج کامل برخوردار بوده است دوره اوج این هنر را در دوران افشاریه و زندیه و به خصوص قاجاریه باید دانست و آثار باقیمانده از این دوران خود گواه این مدعاست.

## گستره جغرافیایی
در ایران این هنر عمدتاً در استان‌های خراسان شمالی و گلستان رواج دارد. اغلب اقوام ترکمن در شهرستان‌های بجنورد و راز و جرگلان سکونت دارند که هنر سوزن‌دوزی در میان زنان این اقوام رواج زیادی دارد.

## کاربردها
سوزن‌دوزی ترکمن که بدان سیاه‌دوزی نیز اطلاق می‌شود، در گذشته کاربرد فراوانی داشته‌است و در جامعه سنتی ترکمن برای تزیین لباس‌های مردان، زنان و کودکان و هم چنین پرده‌ها نیز استفاده می‌شد اما امروز عمدتاً در لباس زنان دیده می‌شود. ترکمن‌ها در مراسم مختلف از جمله آیین‌های دینی و مذهبی، مراسم سوگواری و عزا. در جشن و سرورها نوع پوشش مزین به سوزن‌دوزی استفاده می‌کند. این لباس‌ها بر اساس نوع مراسم دارای تزئینات متفاوتی است. لباسی که در مراسم‌های عروسی و جشن‌ها می‌پوشند به ویژه لباس عروس دارای سوزن‌دوزی بسیار بوده و از زیبایی خیره کننده‌ای برخوردار است.

## نوع و مواد
نوع دوخت آن زنجیره فشرده و بسیار ریز است که در ترکمنی به آن سانجیم می‌گویند و بیشتر از نقوش هندسی و قرینه به صورت ذهنی بهره می‌گیرند. مواد اولیه مورد مصرف در سوزن‌دوزی ترکمن شامل نخ و پارچه است.

## ثبت جهانی
در آذر ۱۴۰۱ هنر سوزن‌دوزی ترکمنی به عنوان بیستمین عنصر میراث فرهنگی ناملموس در ایران ثبت جهانی شد.